# Major Gercino
Major Gercino är en kommun i Brasilien.   Den ligger i delstaten Santa Catarina, i den södra delen av landet, 1 300 km söder om huvudstaden Brasília. Antalet invånare är 3 279.
I omgivningarna runt Major Gercino växer i huvudsak städsegrön lövskog. Runt Major Gercino är det glesbefolkat, med 9 invånare per kvadratkilometer.